# Души (Эна)
Души́ (фр. Douchy) — коммуна во Франции, находится в регионе Пикардия. Департамент коммуны — Эна. Входит в состав кантона Сен-Кантен-1. Округ коммуны — Сен-Кантен.
Код INSEE коммуны — 02270.

## Население
Население коммуны на 2010 год составляло 150 человек.
| 1962 | 1968 | 1975 | 1982 | 1990 | 1999 | 2010 |
| ---- | ---- | ---- | ---- | ---- | ---- | ---- |
| 208  | 193  | 184  | 147  | 152  | 150  | 150  |

## Экономика
В 2010 году среди 91 человека трудоспособного возраста (15—64 лет) 62 были экономически активными, 29 — неактивными (показатель активности — 68,1 %, в 1999 году было 69,7 %). Из 62 активных жителей работали 52 человека (31 мужчина и 21 женщина), безработных было 10 (5 мужчин и 5 женщин). Среди 29 неактивных 4 человека были учениками или студентами, 13 — пенсионерами, 12 были неактивными по другим причинам.